# Engelbert al III-lea, Conte de Gorizia
Engelbert al III-lea (d. 5 septembrie 1220) aparținând Casei de Gorizia, a fost conte de Gorizia din 1191 până la sfârșitul vieții.

## Biografie
Engelbert al III-lea a fost fiul contelui Engelbert al II-lea de Gorizia (d. 1191) și al Adelaidei de Valley, fiica lui Otto I, conte de Dachau- Valley. Familia conților de Valley a fost o ramură a familiei conților de Scheyern-Wittelsbach. Engelbert al III-lea de Gorizia și fratele său Meinhard al II-lea sunt menționați împreună pentru prima dată în 1177, la vârsta copilăriei, într-o donație făcută mănăstirii Neustift (lângă Brixen). Pe 5 septembrie 1186 Engelbert apare pentru prima dată într-un document emis de tatăl său.   

## Căsătorii și descendenți
Soția lui Engelbert a fost Matilda de Andechs. Ea este menționată pe 17 ianuarie (anul necunoscut) în necrologul mănăstirii din Dießen care a fost fondată de familia Andechs. Căsătoria lor este evidențiată într-un act de donație (1239/1240) al fratelui ei vitreg, episcopul Poppo de Bamberg (conte de Andechs), care îl menționează pe fiul lui Engelbert, Meinhard al III-lea, nepotul său. Matilda era fiica margrafului Berthold al III-lea al Istriei, conte de Andechs.
Engelbert și Matilda au avut doi copii:
- contele Meinhard al III-lea de Gorizia (înainte de 1194–1258);[4]
- o fiică menționată (fără nume) doar într-un act de donație al episcopului Walther de Gurk din 1206.

Nu există nicio dovadă sigură a anului în care a murit Matilda de Andechs.
O posibilă a doua căsătorie a lui Engelbert al III-lea (care nu poate fi clar dovedită) este cea cu Matilda fiica lui Meinhard de Schwarzenburg, contele Istriei. Este de presupus că această căsătorie a existat deoarece funcția de Vogt a fost transferată de la contele de Istria, Casei de Gorizia. Contele Engelbert al III-lea a fost vogt în Aquileia. Engelbert a avut adesea conflicte cu patriarhul din Aquileia deoarece el și-a depășit atribuțiile de vogt.
Engelbert al III-lea a fost menționat ca fiind în viață ultima dată într-o cronică în august 1220. După o altă sursă care se referea la o problemă a orașului Treviso, contele murise deja în iulie 1221. 